# Spáleniště: Zkouška
Spáleniště: Zkouška (v anglickém originále The Scorch Trials) je druhý díl knižní trilogie amerického spisovatele Jamese Dashnera. Jde o dystopickou postapokalyptickou sci-fi pro dospívající mládež, ve stylu Hunger Games. Vyšla poprvé v říjnu 2010 v nakladatelství Delacorte Press.
Knize předchází první díl nazvaný Labyrint: Útěk (The Maze Runner) a následuje jej Vražedná léčba (The Death Cure). V roce 2012 vyšla další Dashnerova kniha Rozkaz zabít (The Kill Order), dějově předcházející celé sérii.
Česky ji v prosinci 2014 vydala společnost Euromedia Group v edici YOLI, a to v překladu Petra Kotrleho pod názvem Spáleniště: Zkouška. Podruhé byla vydána na podzim 2015 u příležitosti premiérového uvedení filmové adaptace, a to s přebalem v podobě filmového plakátu. Do třetice pak vyšla ještě před koncem téhož roku v rámci souborného jednosvazkového vydání celé trilogie pod názvem Labyrint.

## Děj
Nalezení cesty z Labyrintu, k němuž došlo v prvním díle, nepředstavuje pro přeživší Placery (v originále Gladers) konec strastí a dobrodružství. Za zdmi obřího bludiště je země spálená slunečními erupcemi a krutým klimatem, populace zdecimovaná infekční nemocí, která se nepodobá žádné jiné… Nemoci se v tomto světě říká „erupce“ (Flare) a nakaženým lidem „raplové“ (Cranks).
Placeři se celý první díl soustředili na návrat do reálného světa, ale kvůli hromadné ztrátě paměti netušili, co je v oné realitě čeká. Je to další zkouška, tentokrát však bez jasně nastavených pravidel a mantinelů, jako v Labyrintu. Musí překonat nehostinný, poušti podobný pás země zvaný Spáleniště (Scorch), hemžící se tlupami „raplů“. A tajemná organizace ZLOSIN (WICKED), jež má za úkol zamezit zániku celého světa, jim v tom zrovna nepomáhá.

## Postavy

### Z prvního dílu
- Thomas – náctiletý hoch, hlavní hrdina knihy
- Minho – vůdce skupiny přeživších chlapců (skupiny A)
- Newt – další z vůdčích osobností skupiny
- Teresa – Thomasovi blízká dívka, označená ZLOSINem jako „zrádkyně“
- Pánvička – člen skupiny, dřívější kuchař Placerů

### Nové postavy
- Krysák (Janson) – muž ze ZLOSINu instruující Placery
- Aris – nový chlapec, který se k Placerům připojil ze skupiny B
- Brenda – dívka nakažená erupcí
- Jorge – mladík nakažený erupcí
- Harrieta – jedna z vedoucích dívek skupiny B
- Sonya – jedna z vedoucích dívek skupiny B

## Filmová adaptace
Po uvedení filmové adaptace prvního dílu Dashnerovy knižní série Labyrint: Útěk v září 2014 společnost Fox ohlásila zamýšlené datum premiéry i pro film založený na této druhé knize, a to 18. září 2015. Samotné natáčení započalo koncem října 2014 pod vedením režiséra Wese Balla a podle scénáře T.S. Nowlina. Distribuční společnost CinemArt ohlásila uvedení filmu do českých kin od 17. září 2015, a to pod názvem Labyrint: Zkoušky ohněm.